# Стихотворения Владимира Маяковского (1925—1929)
Стихотворения Маяковского (1925—1929) — список стихотворений для детей Владимира Владимировича Маяковского, созданных им с 1925 по 1929 год. Источником к созданию списка послужило третье издание полного собрания сочинений в тринадцати томах, в основу которого, в свою очередь, было положено десятитомное прижизненное собрание, восемь томов которого были подготовлены к печати самим поэтом. В отношении остальных произведений за основу принималась последняя прижизненная публикация.
В список входит 13 стихотворений.

## Стихи для детей (1925—1929)
1. Сказка о Пете, толстом ребенке, и о Симе, который тонкий
2. Что такое хорошо и что такое плохо?
3. Гуляем
4. Что ни страница, — то слон, то львица
5. Эта книжечка моя про моря и про маяк
6. История Власа — лентяя и лоботряса
7. Мы вас ждем, товарищ птица, отчего вам не летится?
8. Конь-огонь
9. Прочти и катай в Париж и в Китай
10. Возьмем винтовки новые
11. Майская песенка
12. Кем быть?
13. Песня-молния

### Прижизненные издания
- Сказка о Пете, толстом ребенке, и о Симе, который тонкий. — М.: Изд. «Московский рабочий», 1925, 25 стр. Рисунки Н. Купреянова.
- Что такое хорошо и что такое плохо? — Л.: Изд. «Прибой», 17 стр. Рисунки Н. Денисовского.
- Гуляем. — Л.: Изд. «Прибой», 1926, 14 стр. Рисунки И. Сундерлан.
- Эта книжечка моя про моря и про маяк. — М.: Изд. «Молодая гвардия», 1927, 11 стр. Рисунки Б. Покровского.
- Конь-огонь. Детская сказка. — Л.: ГИЗ, 1928, 10 стр. Рисунки Л. Поповой.
- Что ни страница, — то слон, то львица. — Тифлис: Изд. «Заккнига», 1928, 12 стр. Рисунки К. Зданевич.
- Прочти и катай в Париж и Китай. — М.: Госиздат, 1929, 15 стр. Рисунки П. Алякринского.
- Кем быть? — М.: Госиздат, 1929, 20 стр. Рисунки Н. Шифрина.